# Bohuslav Korejs
Bohuslav Korejs (25. prosince 1925 Březové Hory – 7. dubna 2023 Praha) byl český varhaník, zpěvák, sbormistr, a pedagog specializující se na chrámovou a duchovní hudbu, skladatel a všestranný organizátor v oboru liturgické hudby. Po mnoho let byl ředitelem kůru v pražském kostele Matky Boží před Týnem, kde vedl smíšený sbor „Schola Týnského chrámu“.

## Život
Jeho otec Emil Korejs byl varhaníkem v kostele sv. Vojtěcha v Březových Horách. Nejstarší bratr Zdeněk studoval na kněze a později byl vysvěcen, druhý bratr Jaromír studoval gymnázium a později se také vydal na kněžskou dráhu, sestra Blažena vystudovala učitelský ústav. V roce 1933 přesídlila rodina do Prahy, kde otec působil v kostele sv. Štěpána na Novém městě a Bohuslav Korejs pravidelně ministroval. Již v devíti letech jej natolik uchvacovala hra varhaníka Josefa Hojného, že se doma u klavíru pokoušel jeho hru napodobit.
Bohuslav Korejs vystudoval Benešovo gymnázium v Londýnské ulici v Praze 2. Tam také získal hudební základy u prof. Otto Rödla. Základy varhanní hry se naučil od svého otce. Ve čtrnácti letech Korejs poprvé veřejně vystoupil jako varhaník, doprovázel písně při májové pobožnosti v pražském kostele sv. Kříže.
Za druhé světové války se rodina uchýlila do Chval u Prahy (dnes součást pražské čtvrti Dolní Počernice). Seznámil se tam s vrstevníkem Vladimírem Doležalem, pozdějším významným sbormistrem, a společně tam založili „Chvalský dětský sbor“. Za války Korejs studoval dirigování na hudební škole „Unie českých hudebníků z povolání“ u prof. Bohumila Špidry. V roce 1943 se stal členem rozhlasového Českého pěveckého sboru, který vedl legendární sbormistr Jan Kühn. V tomto sboru se Korejs setkal s takovými osobnostmi, jako byli dirigenti Václav Talich, Václav Smetáček, Alois Klíma, František Dyk, Zdeněk Folprecht, Jaroslav Krombholc, Karel Ančerl, Karel Boleslav Jirák, Otakar Jeremiáš, František Stupka, Václav Kašlík.
Po skončení války založil „Svatojakubský dětský sbor“. Po roce 1945 bylo zaměstnání chrámového varhaníka nejisté a tak se stal úředníkem Státního úřadu statistického. Vojenskou službu absolvoval jako sbormistr zájezdové skupiny Armádního uměleckého souboru. V roce 1947 se oženil s bývalou zpěvačkou z chvalského sboru, Veronikou. Roku 1948 se jim narodila dcera Stanislava a v roce 1952 dcera Zdislava.
V roce 1951 však Korejs musel z politických důvodů ukončit úřednické zaměstnání a byl nuceně nasazen do národního podniku Praga jako pomocný dělník. Po nějakém čase pak postoupil na technickou kontrolu, a na tomto místě setrval až do roku 1977. Jak vzpomíná, bylo to 26 roků velice krušných. Provoz byl převážně třísměnný, zodpovědnost značná a velké nebezpečí úrazů. V té době byl jeho bratr Jaromír z politických důvodů vězněn, až v roce 1968 byl propuštěn a rehabilitován.
V roce 1953 Korejs založil a řídil „Sbor pražských literátů“, tehdy spolupracoval s varhaníkem Jaroslavem Vodrážkou. Vedle zaměstnání studoval soukromě gregoriánský chorál u prof. Miroslava Venhody a řídil „Dětský pěvecký sbor Bendl“ v Praze-Holešovicích.
Od roku 1953 také hraje pravidelně na varhany v kostele Neposkvrněného početí Panny Marie v Praze-Strašnicích. Od roku 1964 pak působí jako ředitel kůru chrámu Matky Boží před Týnem. V roce 1964 byl přepaden a zraněn.
Liturgická reforma druhého vatikánského koncilu počítala s užíváním národních jazyků i se zavedením nových liturgických zpěvů. Ty ovšem dosud nebyly vytvořeny. Proto Bohuslav Korejs po roce 1969 postupně zhudebnil řadu žalmů v českém jazyce a utvořil jednotnou soustavu pro všechny tři roční cykly bohoslužby. Prof. ThDr. Jan Matějka později doporučil tyto žalmy ke knižnímu vydání. Publikace vyšla v roce 1984 pod titulem „Zpěvy s odpovědí lidu“ a je v českých zemích dosud nejužívanější hudební příručkou chrámových varhaníků.
Po roce 1989 se stal Korejs pedagogem na „Týnské vyšší odborné škole“. Zde založil sbor Scholu Týnského chrámu, kterou vedl do svých 90 let, do roku 2016. Se sborem produkoval převážně liturgický zpěv, hlavně v Týnském chrámu a také ve Strašnicích. Jeho oblíbeným repertoárem byly polyfonní renesanční skladby zvláště od Giovanniho Pierluigiho da Palestrina, ale také skladby Adama Michny z Otradovic. Miloval tradici staročeských Rorátů, které také se sborem zvěčnil na CD Roráte a při každé příležitosti zpíval. Své celoživotní skladatelské dílo ztvárnil také v liturgických zpěvech, zkomponovaných snad pro každou příležitost. Výběr těchto skladeb natočil na CD Ave Regina Caelorum. Jeho velikou láskou byly rovněž lidové písně, které sbor natočil na CD Hejdumdá. A protože pocházel z hornického městečka, měly jeho zvláštní oblibu též písně hornické, mnohé z nich umně zharmonizoval.
Od roku 1992 působil rovněž na Teologické fakultě Univerzity Karlovy v Praze. Rád také vyučoval mladé varhaníky a zpěváky na letních hudebních kurzech v Domažlicích, Moravském Berouně a v Tachově. V roce 2003 se zúčastnil festivalu Forfest v Kroměříži a přednesl tam svůj příspěvek „Může chorál po tisíci letech ještě ovlivnit současné umění?“ Pravidelně také přispíval svými články do odborného časopisu Varhaník (časopis pro varhanickou praxi).

## Úmrtí a pohřeb
Zemřel ve svém bytě na Velký pátek dne 7. dubna 2023 kolem sedmé hodiny ranní. Poslední rozloučení se konalo v kostele Matky Boží před Týnem v pátek 21. dubna 2023 v 10 h. Zádušní mši v zaplněném kostele celebroval Mons. Jan Baxant, biskup litoměřický a někdejší týnský farář. Homilii s mnoha osobními vzpomínkami přednesl P. Stanislav Přibyl CSsR., generální sekretář České biskupské konference. Během bohoslužby zazněla Missa pro defunctis od Giovanni Pierluigi da Palestriny v podání Scholy Týnského chrámu pod vedením Jana Bati. Na varhany hrál Marek Čihař.
Následovalo uložení těla zesnulého do hrobu na Vinohradském hřbitově (oddíl 14, hrob 79), které vedl P. Stanislav Přibyl CSsR.

## Ocenění
V roce 2006 bylo jeho celoživotní dílo oceněno čestným uznáním České biskupské konference.
V roce 2015 byla Bohuslavu Korejsovi za celoživotní sbormistrovskou, pedagogickou a dirigentskou činnost v oblasti sborového zpěvu a duchovní hudby udělena Cena Ministerstva kultury za neprofesionální hudební aktivity v oboru zájmových uměleckých aktivit.
V roce 2020 pak obdržel nejvyšší tuzemské sbormistrovské ocenění - Cenu Bedřicha Smetany udělovanou Unií českých pěveckých sborů.

## Dílo (výběr)
- Zpěvy s odpovědí lidu (Česká liturgická komise, Praha – Vatikán, 1984)
- Harmonizace písní v kancionálu a Varhanním doprovodu k mešním zpěvům, k hymnům pro denní modlitbu církve a ke zpěvům s odpovědí lidu (Česká liturgická komise, Praha – Vatikán, 1990).
- Sedm mešních ordinárií
- Liturgické skladby a harmonizace písní z barokních kancionálů pro sborový zpěv.
- Harmonizace lidových a hornických písní pro sborový zpěv.
- Varhanní preludia V, VI,VII, VIII, IX, X (vyd. Musica sacra, Brno 2008–2010)
- Metodické kompozice jako průprava k samostatnému zpěvu bez doprovodu.

Na hudebních nosičích vyšlo:
- Ave Regina Caelorum (Maximum Hannig 2000),
- Rorate – české adventní zpěvy 16. století (Schola Týnského chrámu 2002)
- Hejdumdá – české a moravské národní písně (Schola Týnského chrámu 2011)